# جون ديفيس (كيميائي)
جون ديفيس (بالإنجليزية: John Davis)‏ هو كيميائي أسترالي، ولد في 1944، وتوفي في 7 نوفمبر 2015.